# Saint-Rémy-sur-Durolle
Saint-Rémy-sur-Durolle – miejscowość i gmina we Francji, w regionie Owernia-Rodan-Alpy, w departamencie Puy-de-Dôme.
Według danych na rok 1990 gminę zamieszkiwały 2033 osoby, a gęstość zaludnienia wynosiła 112 osób/km² (wśród 1310 gmin Owernii Saint-Rémy-sur-Durolle plasuje się na 104. miejscu pod względem liczby ludności, natomiast pod względem powierzchni na miejscu 512.).